# Azam Amir Kasav
Azam Amir Kasav (também grafado Ajmal Amir Kasab, 13 de julho de 1987 – 21 de novembro de 2012) foi um terrorista paquistanês envolvido nos atentados de novembro de 2008 ocorridos em Bombaim, Índia. Foi capturado nas câmeras de circuito interno durante seus ataques à estação ferroviária de Chhatrapati Shivaji Terminus, juntamente com outro terrorista. De acordo com as investigações preliminares das agências de inteligência indianas, Azam seria de Faridkot, no Paquistão, e teria sido recebido treinamento em armas no seu país natal, como membro do grupo islamita Lashkar-e-Taiba. Azam teria dito à polícia que a intenção dos terroristas era de imitar o ataque feito ao hotel JW Marriott de Islamabad, e reduzir o Hotel Taj Mahal a ruínas, recriando os ataques de 11 de setembro na Índia.
Azam e seus companheiros atacaram a estação ferroviária antes de se dirigir a Girgaum Chowpatty num Skoda roubado. Foram então interceptados por um destacamento da delegacia de polícia de Gamdevi. Seu parceiro foi morto e Azam foi atingido em uma das mãos; inicialmente se fingiu de morto e foi levado ao hospital Nair, onde um policial percebeu sua respiração. Embora tenha mantido o silêncio inicialmente, posteriormente Azam confessou em frente de oficiais do esquadrão anti-terrorismo local.
Em 3 de maio de 2010, Kasab foi considerado culpado por um tribunal indiano por mais de 80 ofensas, incluindo assassinato, atos de guerra contra a Índia e processamento de explosivos. Três dias depois, o mesmo tribunal o sentenciou a morte. Em fevereiro de 2011, o Superior Tribunal de Mumbai manteve a decisão, com novamente o veredito sendo mantido e apoiado pelo Supremo Tribunal da Índia em agosto de 2012.
Kasab foi enforcado por seus crimes em 21 de novembro de 2012, as 7:30h da manhã. Ele foi enterrado na prisão de Yerwada, na cidade de Pune.